# Croix-en-Ternois
Croix-en-Ternois is een gemeente in het Franse departement Pas-de-Calais (regio Hauts-de-France) en telt 255 inwoners (1999). De plaats maakt deel uit van het arrondissement Arras.

## Geografie
De oppervlakte van Croix-en-Ternois bedraagt 6,6 km², de bevolkingsdichtheid is 38,6 inwoners per km².
De onderstaande kaart toont de ligging van Croix-en-Ternois met de belangrijkste infrastructuur en aangrenzende gemeenten.

## Demografie
Onderstaande figuur toont het verloop van het inwonertal (bron: INSEE-tellingen).
1. ↑  Populations de référence 2022.